# تراونيك
ترافنيك (بالإنجليزية: Travnik)‏ هي municipality of the Federation of Bosnia and Herzegovina تقع في البوسنة والهرسك في كانتون البوسنة الوسطى. يقدر عدد سكانها بـ 16,534 نسمة ومساحتها 529 كم2 وترتفع عن سطح البحر 514 متر.
تراونيك هي مدينة صغيرة ومقر بلدية مسمى في وسط البوسنة والهرسك، على بعد 90 كيلومترا من سراييفو الغرب، وأيضا عاصمة مقاطعة البوسنة الوسطى. في بلدية ترافنيك لديها حوالي 57،000 نسمة. ومن المعروف، ان تراونيك كانت عاصمة الوزير العثماني من 1686 إلى عام 1850، فضلا عن التراث الثقافي التي يرجع تاريخها إلى العودة إلى تلك الفترة.
تقع تراونيك قريب جدا من المركز الجغرافي للبوسنة والهرسك. يتدفق نهر لاشفا من خلال المدينة من الغرب إلى الشرق، قبل التقائه مع نهر البوسنة. تقع ترافنيك في وادي لاشفا كبير، الذي يربط وادي نهر البوسنة إلى الغرب من وادي نهر فرباس، في شرق.تقع تراونيك على ارتفاع 514 متر. له ميزة جغرافية أبرز الجبال فيلانسا وفلاسيتش، الذي حصل هناك عن طريق الفلاش، واحدة من أعلى جبل في البوسنة والهرسك، مع ارتفاع 1943 متر.

## المدن التوأمة
مدينة لايبزيغ هي مدينة توأمة لـترافنيك.

## أعلام
- ألمير توليا
- دراغان يوفيتش
- أنتو غرابو
- فيليمير فيديتش
- ميروسلاف بلاجيفيتش

## وصلات خارجية
- بوابة البوسنة والهرسك باللغة العربية
- 10 أشياء مهمة للسياحة في ترافنيك